# 威廉·福克斯-皮特
威廉·福克斯-皮特（英語：William Fox-Pitt，1969年1月2日—），英国男子马术运动员。他曾代表英国参加1996年、2004年、2008年、2012年和2016年夏季奥林匹克运动会马术比赛，获得二枚银牌和一枚铜牌。